# Йоган Зельнер
Йоган Каспер Зельнер (Johan Kasper Selner) — чеський архітектор другої половини XVIII ст., який працював кілька років на території України.

## Біографія
Діяльність Зельнера розкрив львівський дослідник Володимир Вуйцик, дослідивши щоденник будівництва кристинопільського василіянського монастиря, написаний ігуменом о. Корнилієм Срочинським (зберігають у Центральному історичному архіві Львова). Йоган Зельнер працював при дворі Франциска Салезія Потоцького. У 1771–1774 роках провадив будівництво фундованої ним церкви василіян у Кристинополі (нині Шептицький) за проєктом невідомого архітектора. Вніс у проєкт корективи — добудував захристя, скарбівець і крипти. Від 1772 року на будові працював також його син Йозеф, а згодом старший син Франциск. Спільно з Йозефом архітектор створив проєкт двоярусних келій монастиря, а також збудував у Кристинополі млин. Монастир будували довго. Останнє крило завершене близько 1809 року. 19 жовтня 1772 року Зельнер виїздив до Струсова, де до грудня створив проєкт василіянського монастиря із церквою. Виконував також замовлення свого патрона в Сокалі, Тартакові, Жабчу. Виїздив мурувати палац у Тульчині, що може свідчити про авторство, або співавторство у проєкті тієї будівлі. На зиму повертався до дому в Чехію. Востаннє прибув до Кристинополя 1775 року, але роботи там не отримав. Натомість спадкоємець фундатора Станіслав Потоцький виклопотав для нього якусь роботу в Губерніальному управлінні у Львові. У зв'язку з цим Зельнер складав у Львові іспит. Про результати іспиту та які-небудь львівські проєкти відомостей немає. Усі відомі роботи Зельнера відносяться до перехідного стилю між бароко і неокласицизмом.
Молодшого сина Йозефа як більш обдарованого Станіслав Потоцький вислав у лютому 1774 року до Варшави навчатись архітектурі. У кого з варшавських архітекторів — невідомо.